# École Centrale de Lille
De École Centrale de Lille, ook wel EC-Lille, is een in 1854 opgerichte grande école (technische universiteit) in Villeneuve-d'Ascq, een voorstad van Rijsel.
Daarnaast zijn er in Lille nog 3 universiteiten, Universiteit Rijsel I, II en III. Universiteit van Rijsel is gevestigd op dezelfde campus als de École centrale.

## Campus
De campus ligt in het Cité scientifique van Villeneuve-d'Ascq en wordt bediend door een lijn van de VAL, de automatische lichte metro van Rijsel.

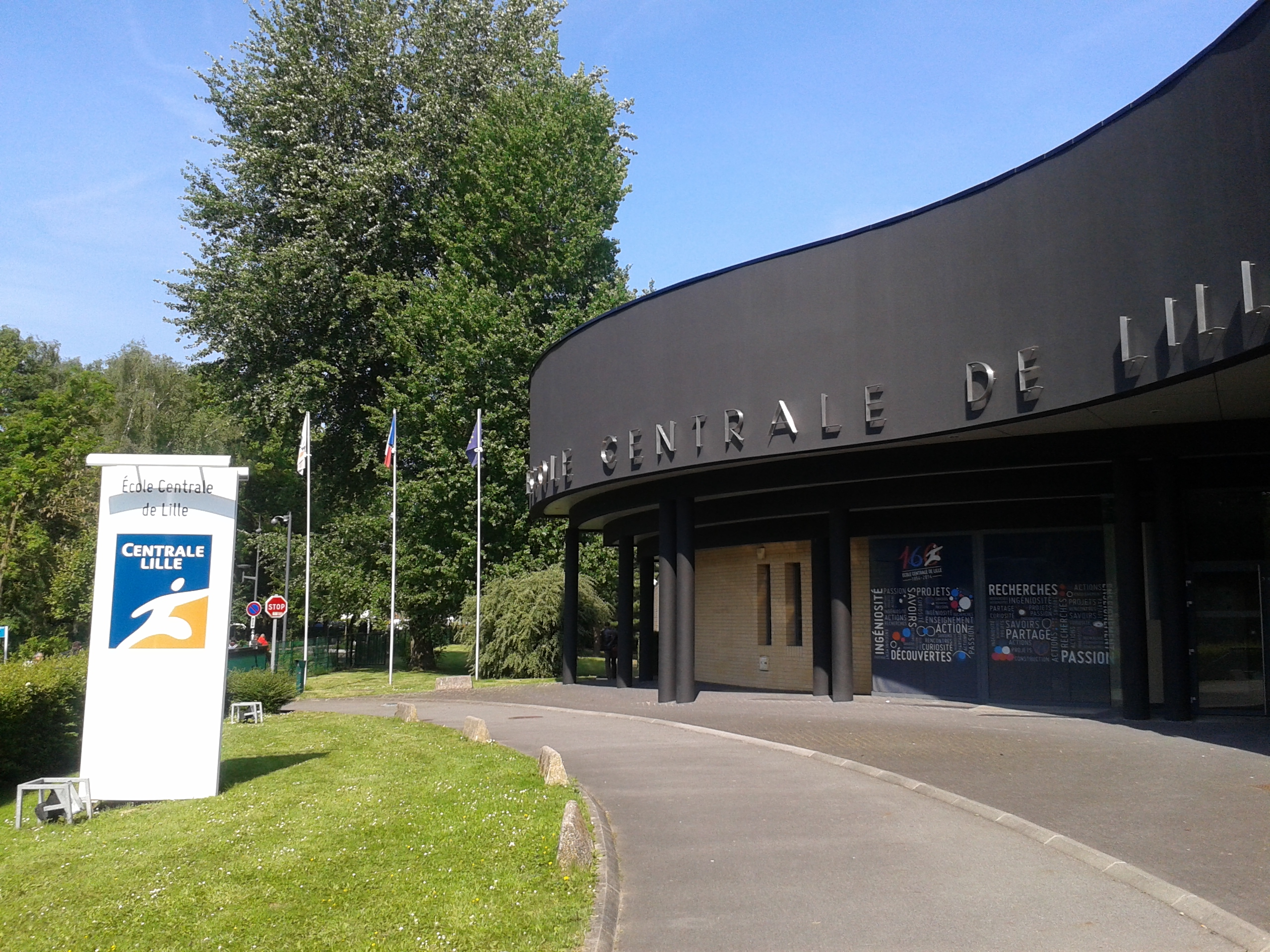
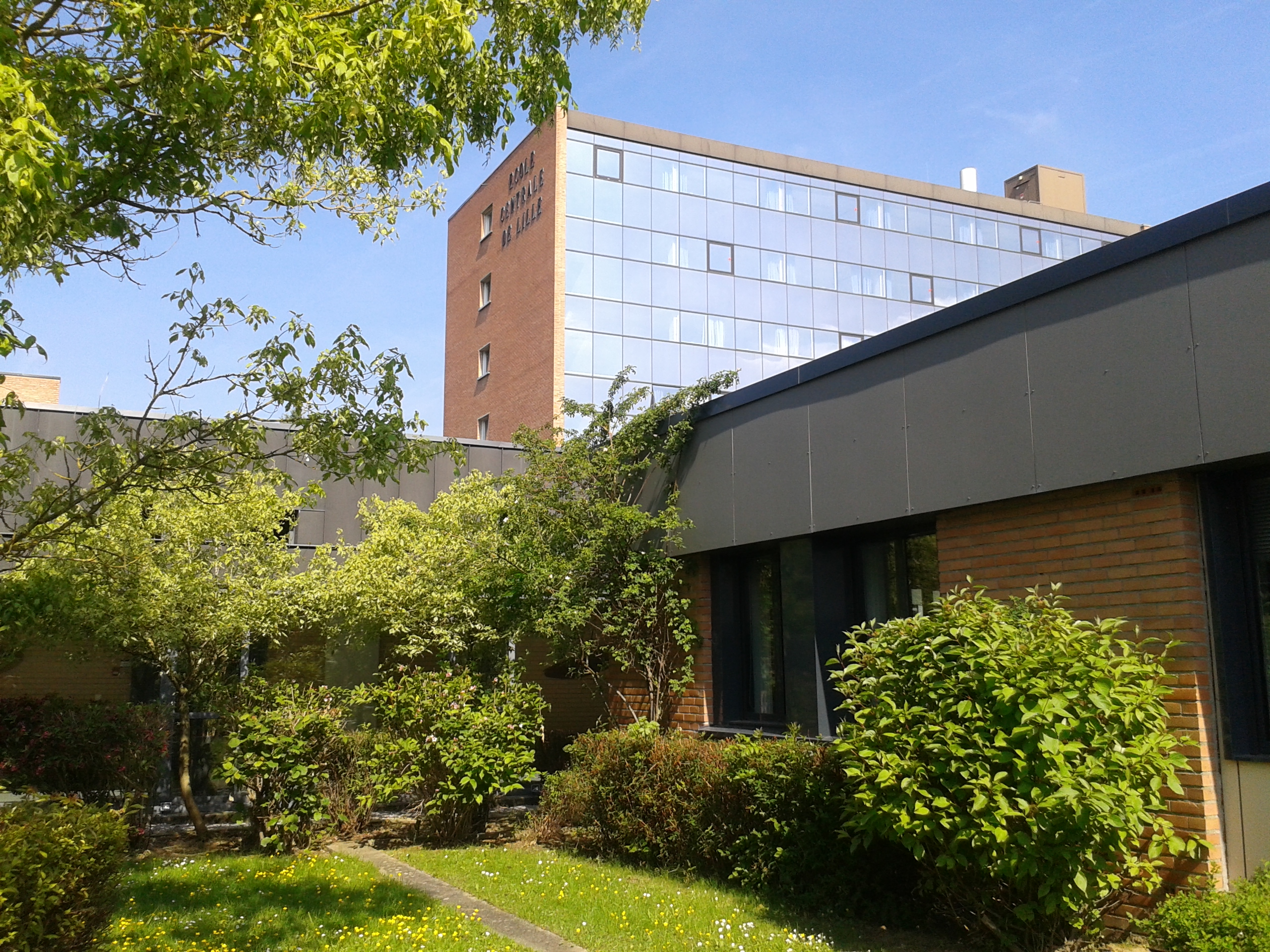
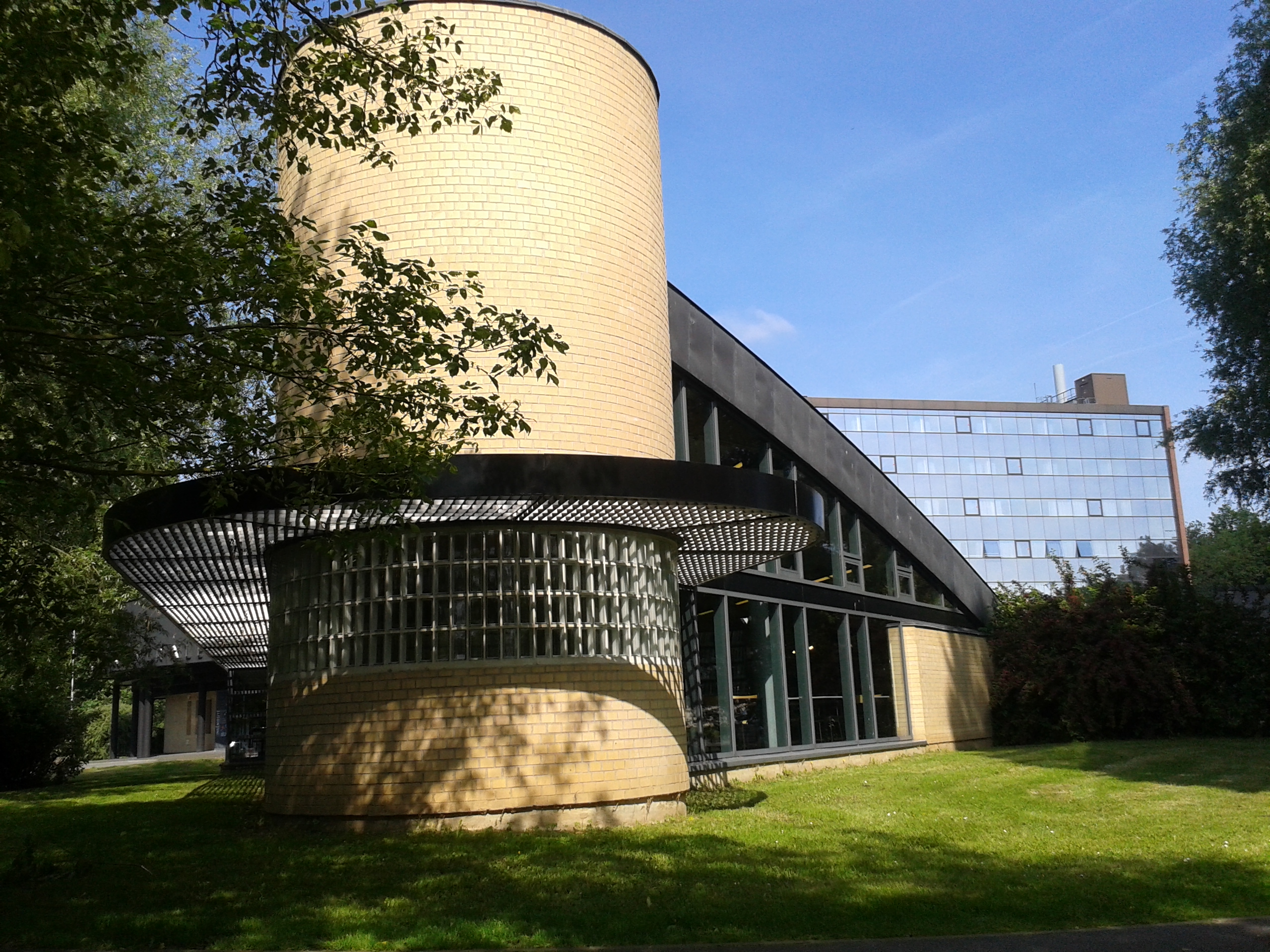
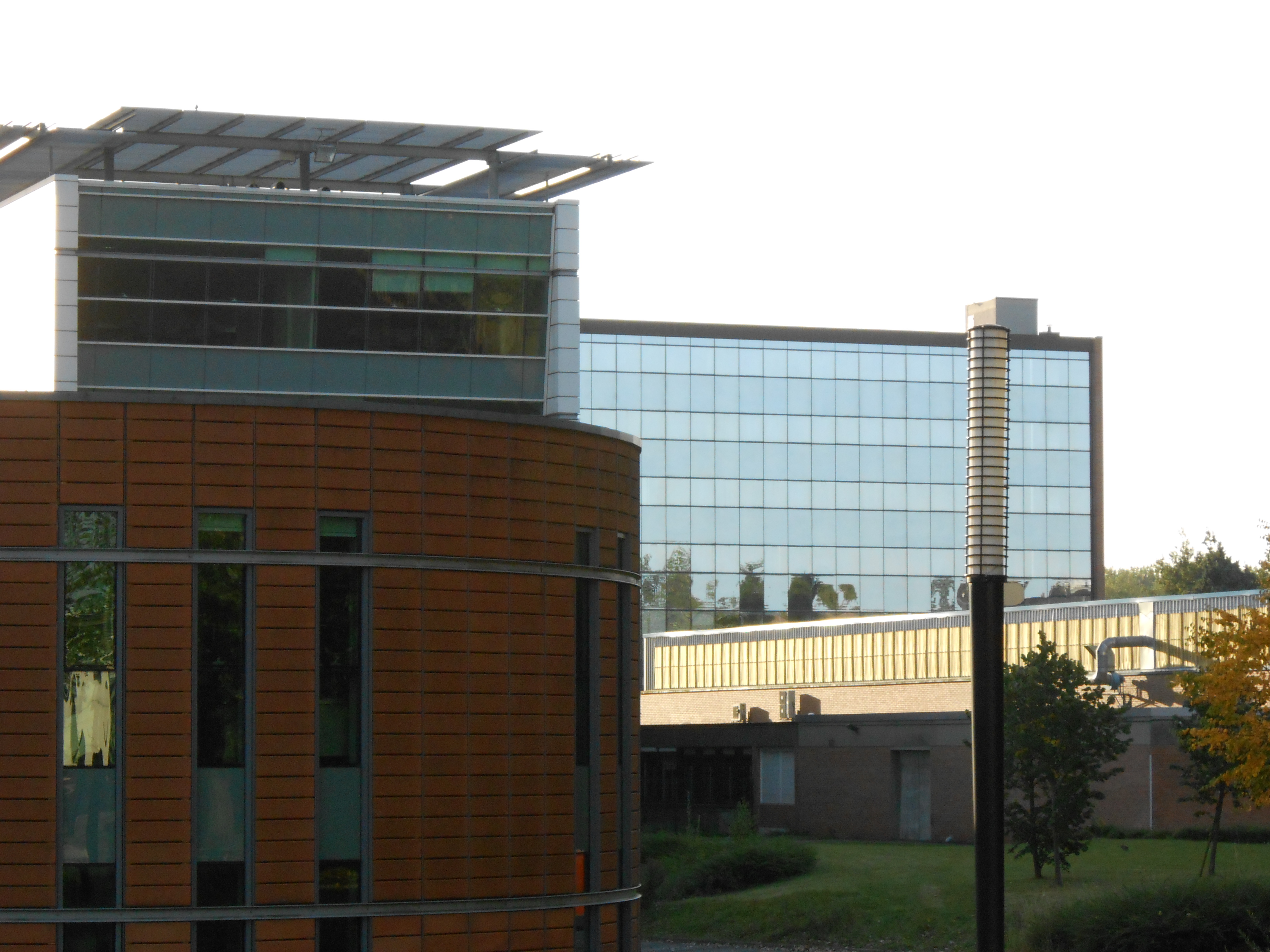
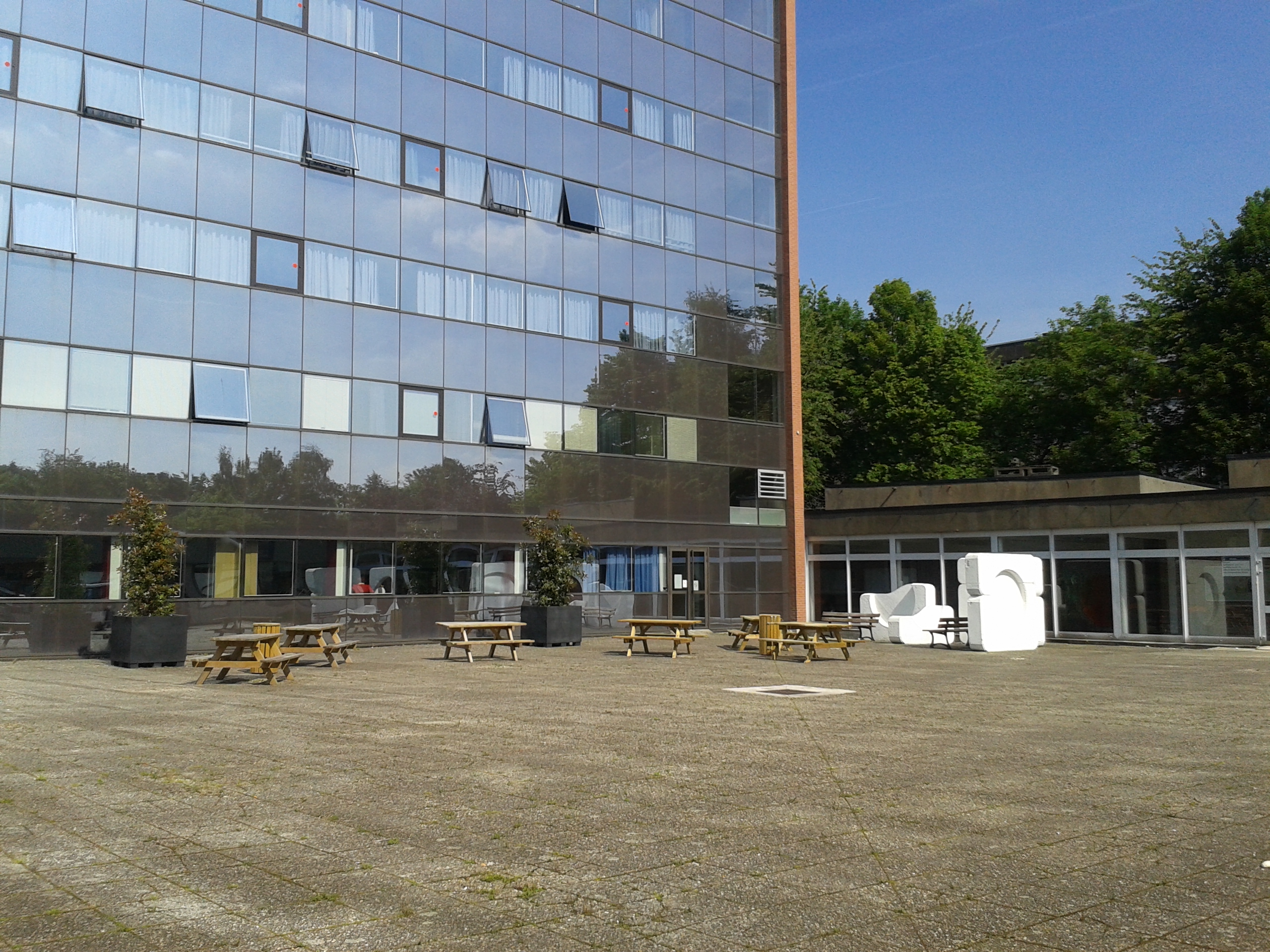
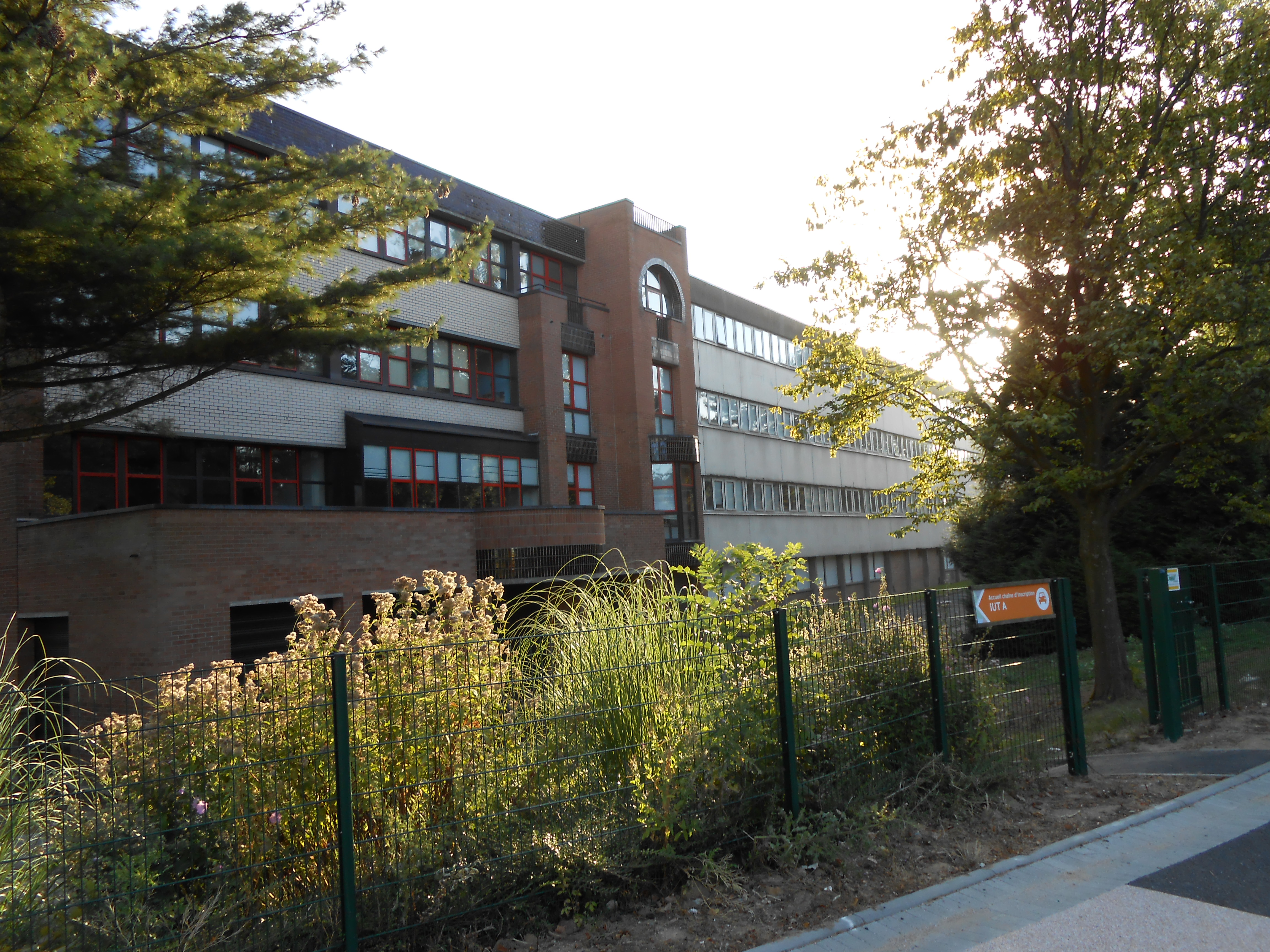
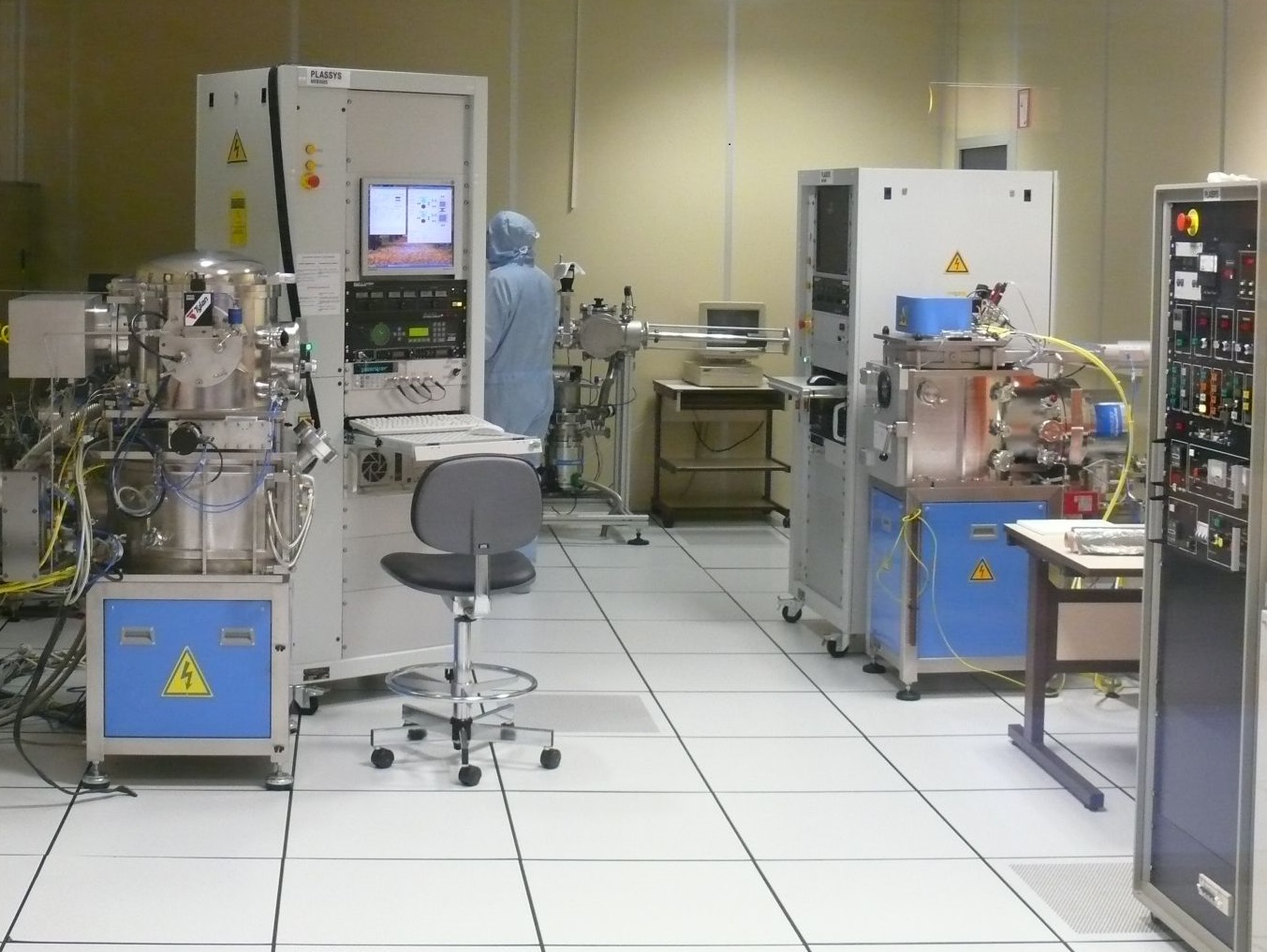
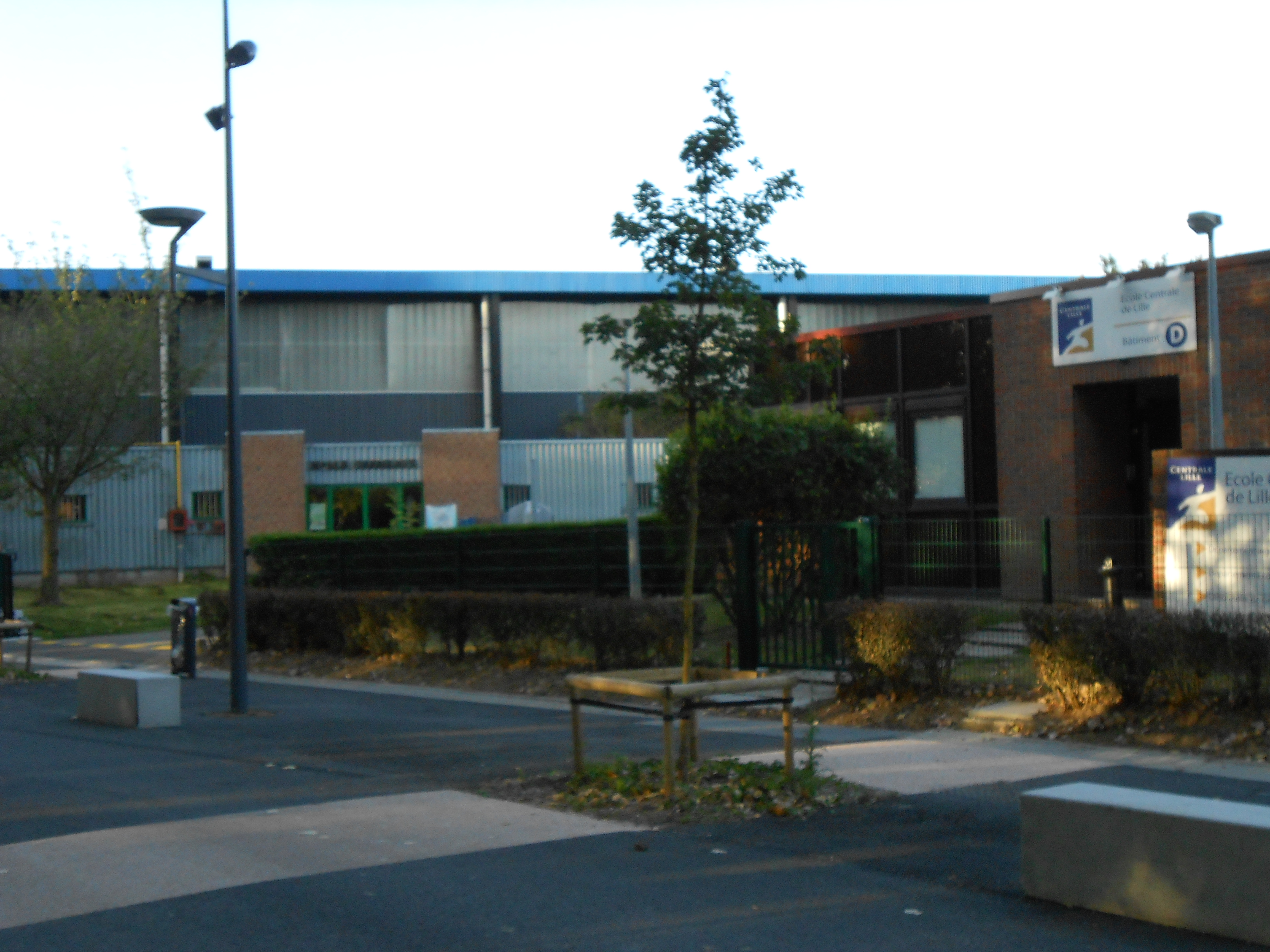

## Diploma
Mensen met een diploma van van de École Centrale de Lille worden bijvoorbeeld technisch manager of onderzoeker in een werkbouwkundige omgeving.
Diploma's die te behalen zijn:
- Ingenieursdiploma Master : 'Ingénieur Centrale Lille' (300 ECTS)
- Doctoraatsscholen : Europees College voor Doctorandi Lille Nord-Pas de Calais
- Mastère Spécialisé, een eenjarige opleiding voor verdere specialisatie.

Daarnaast kunnen studenten een Massive open online course volgen, een cursus waarbij het cursusmateriaal wordt verspreid via het internet.

## Bekende of beroemde docenten

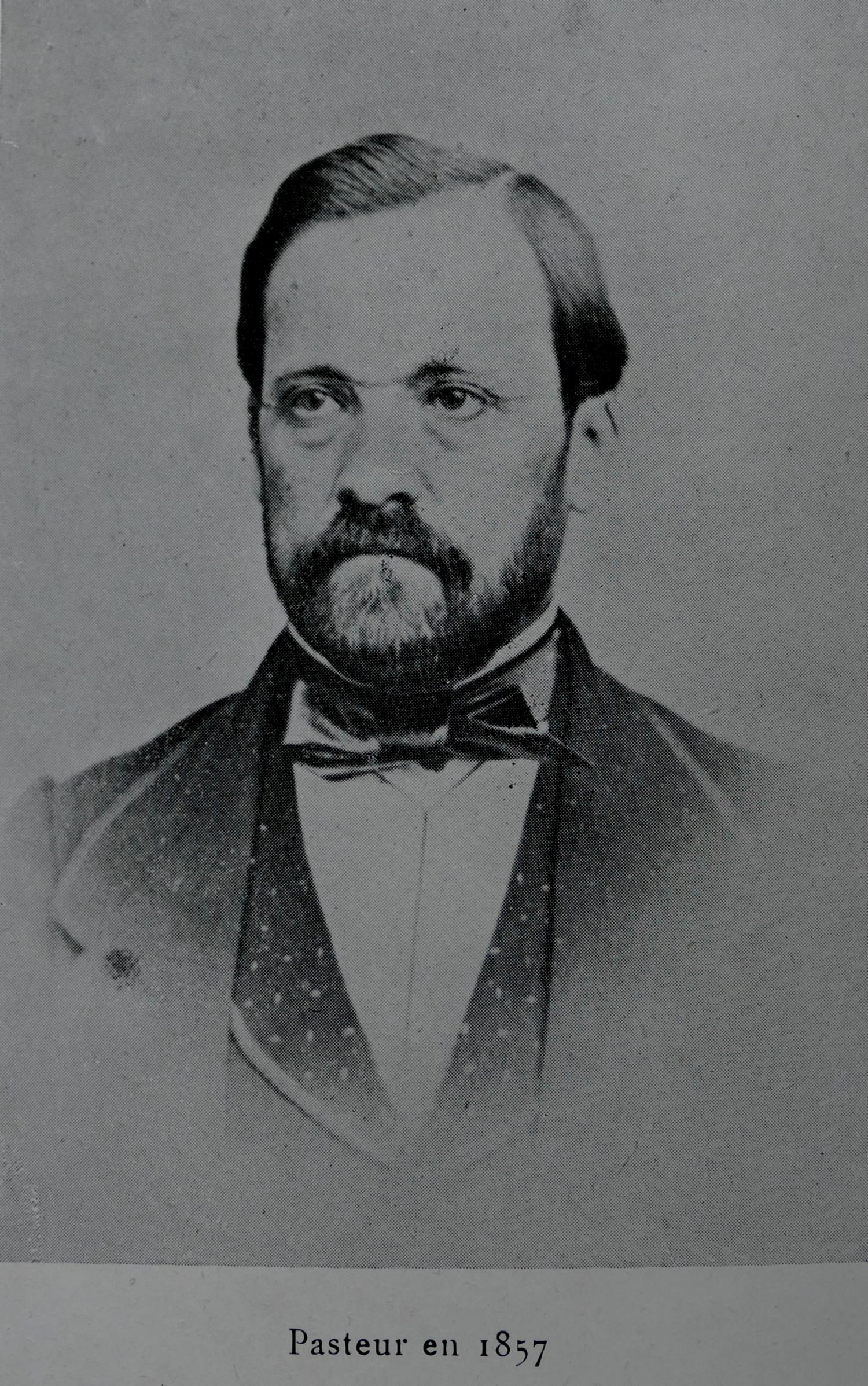
Louis Pasteur, biochemicus (Pasteuriseren)
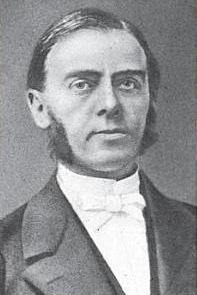
Claude-Auguste Lamy, ontdekker van Thallium
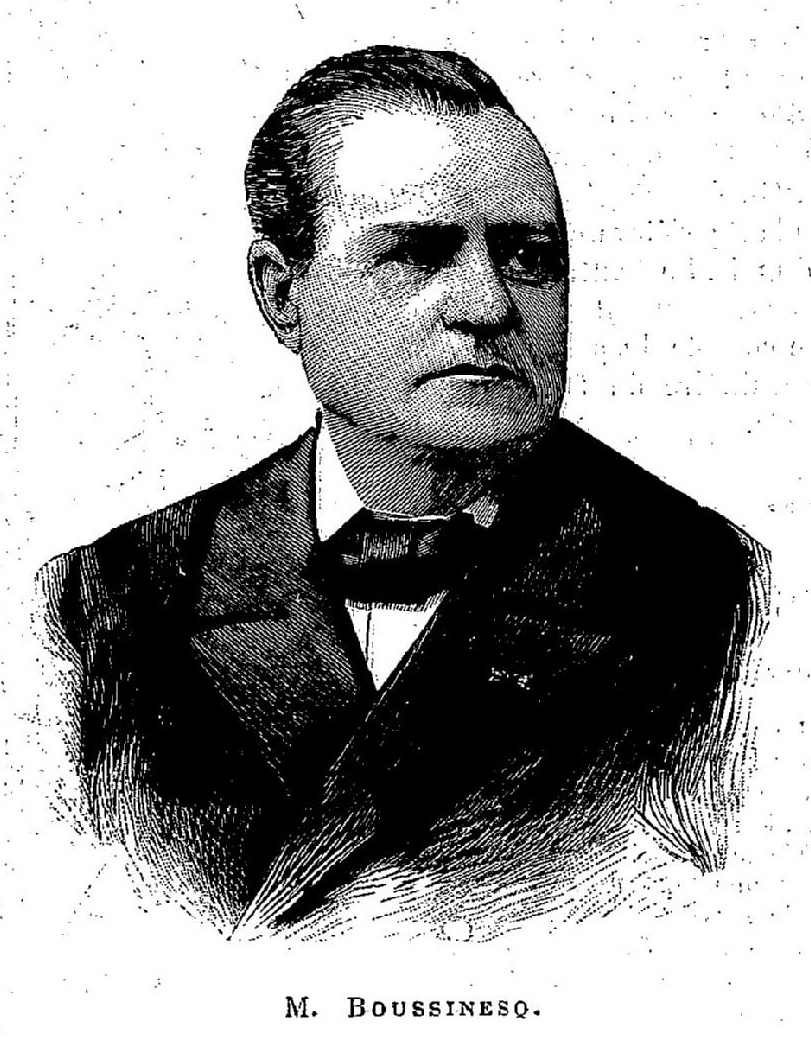
Joseph Boussinesq (hydrodynamica Getal van Boussinesq)
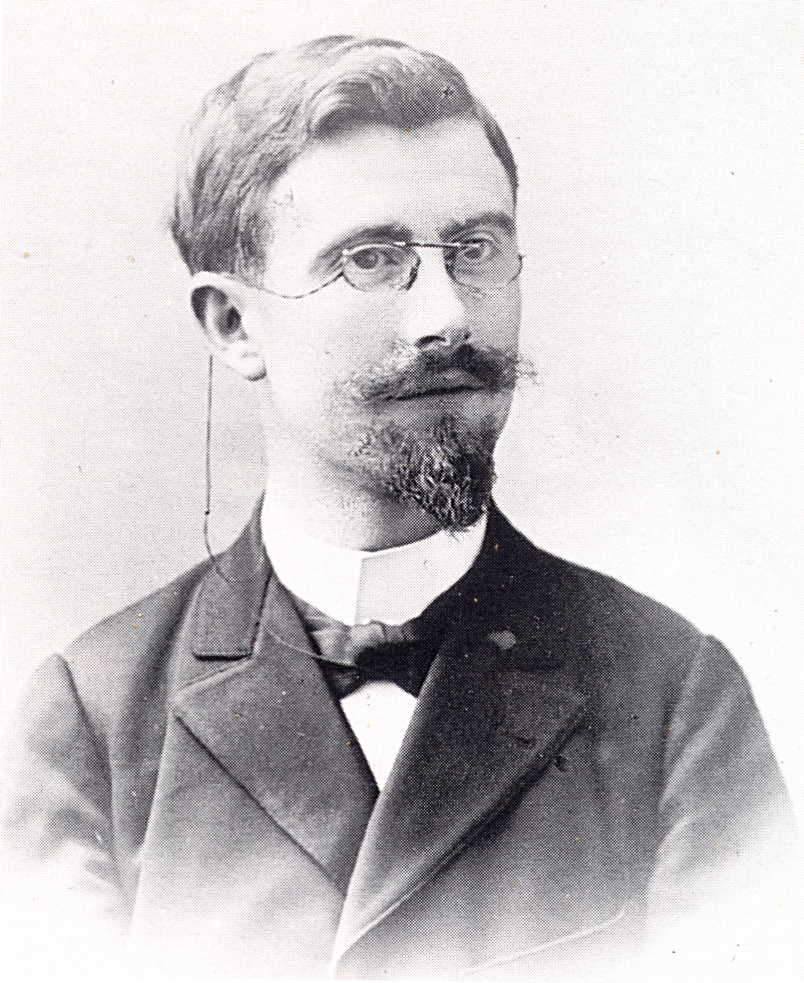
Bernard Brunhes (ontdekker van omkering van het aardmagnetisch veld)
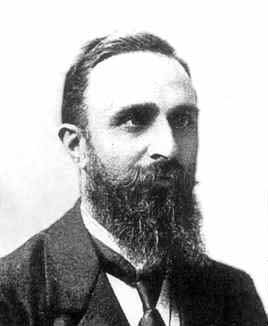
Henri Padé, wiskundige (Padé-benadering)
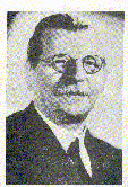
Albert Châtelet, politicus en wetenschapper.
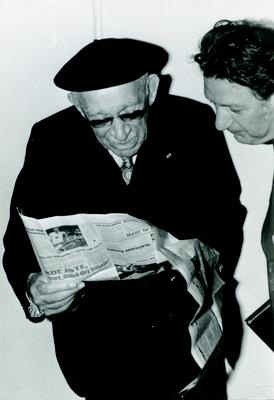
Joseph Kampé de Fériet (aerodynamica)

## Bekende alumni

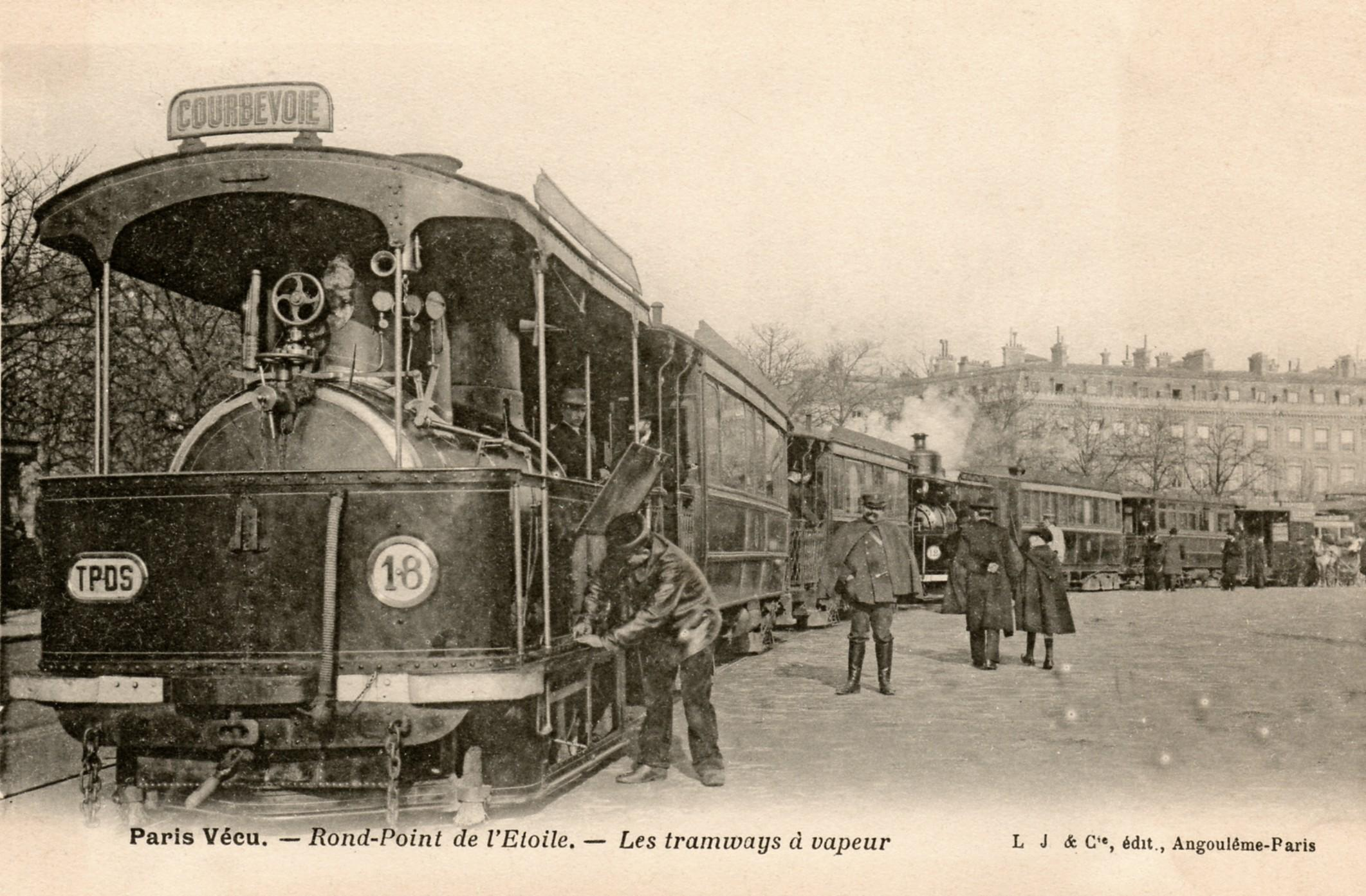
Léon Francq (1866), fabrikant van stoomlocomotief
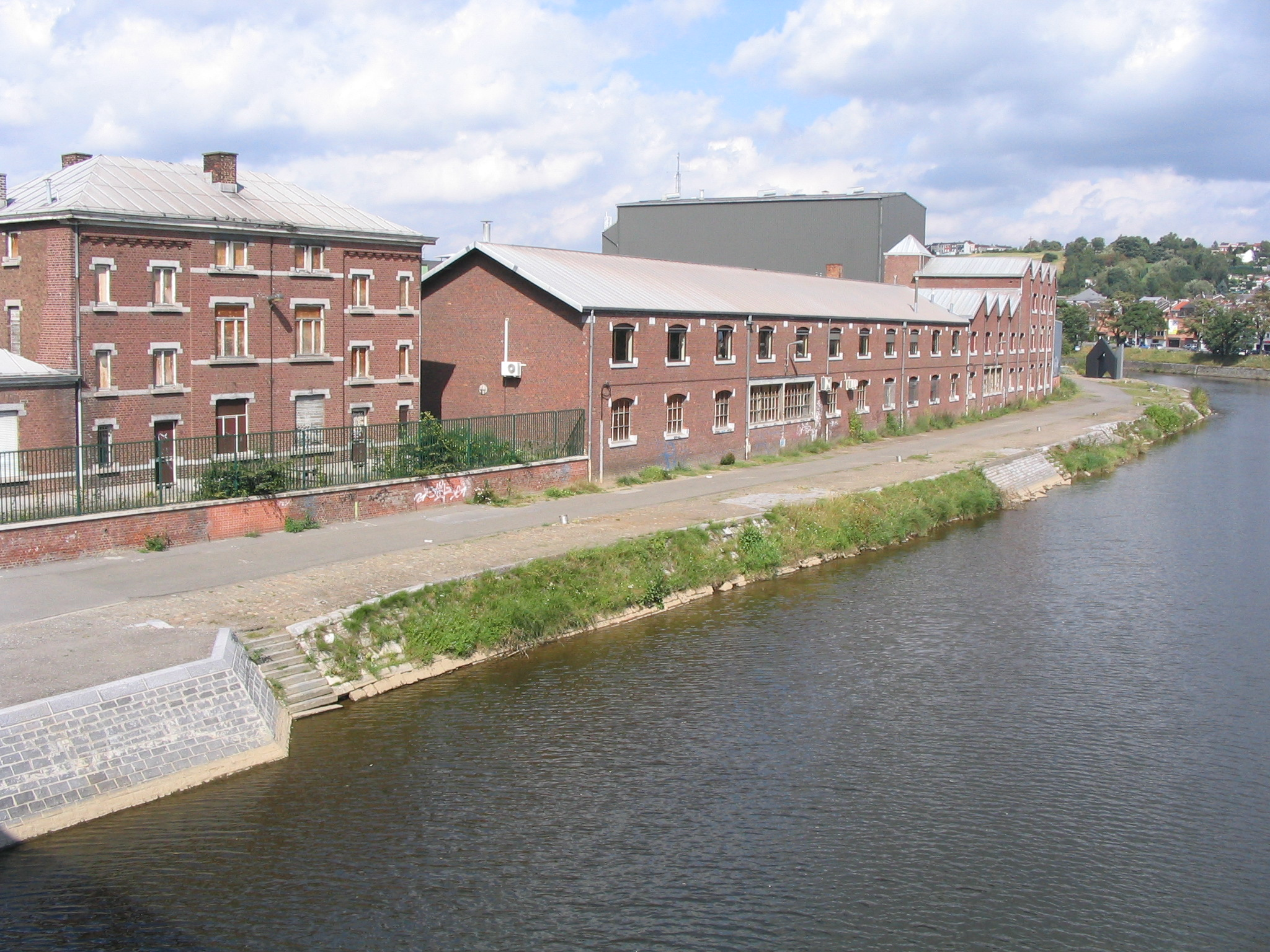
Site van het bedrijf Société des Mines et Fonderies de Zinc de la Vieille-Montagne in Angleur (Luik), geleid door Artus Bris (1873)
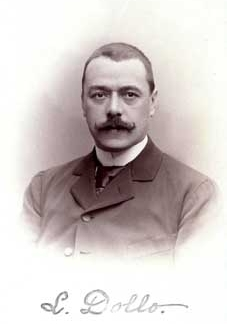
Louis Dollo (1877), paleontoloog van Koninklijk Natuurhistorisch Museum van België (Wet van Dollo)
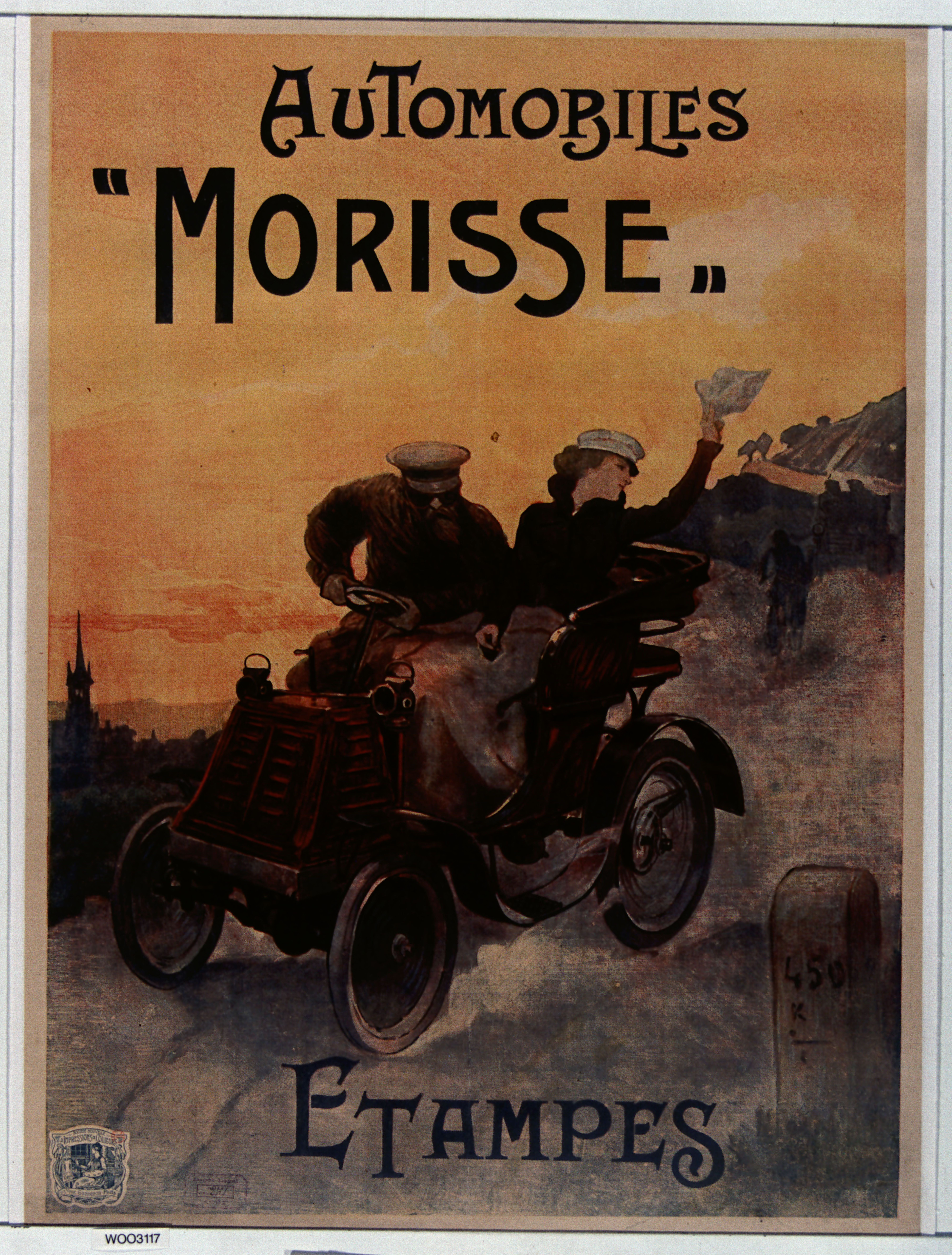
Pierre Morisse (1887), automaker
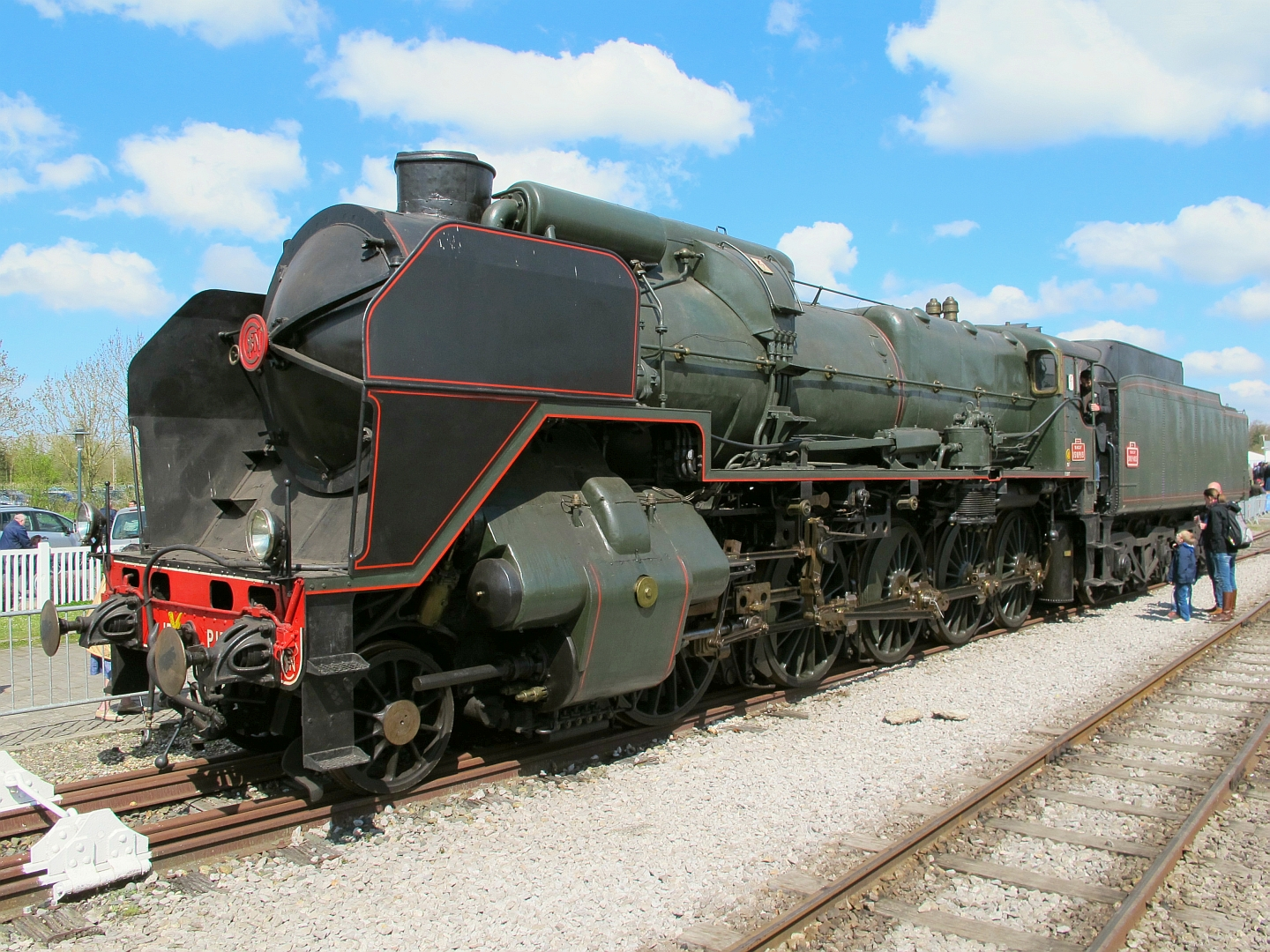
Locomotief gebouwd door ANF-Crespin , geleid door Jean Faure (1891) (Groep Empain-Jeumont-Schneider)
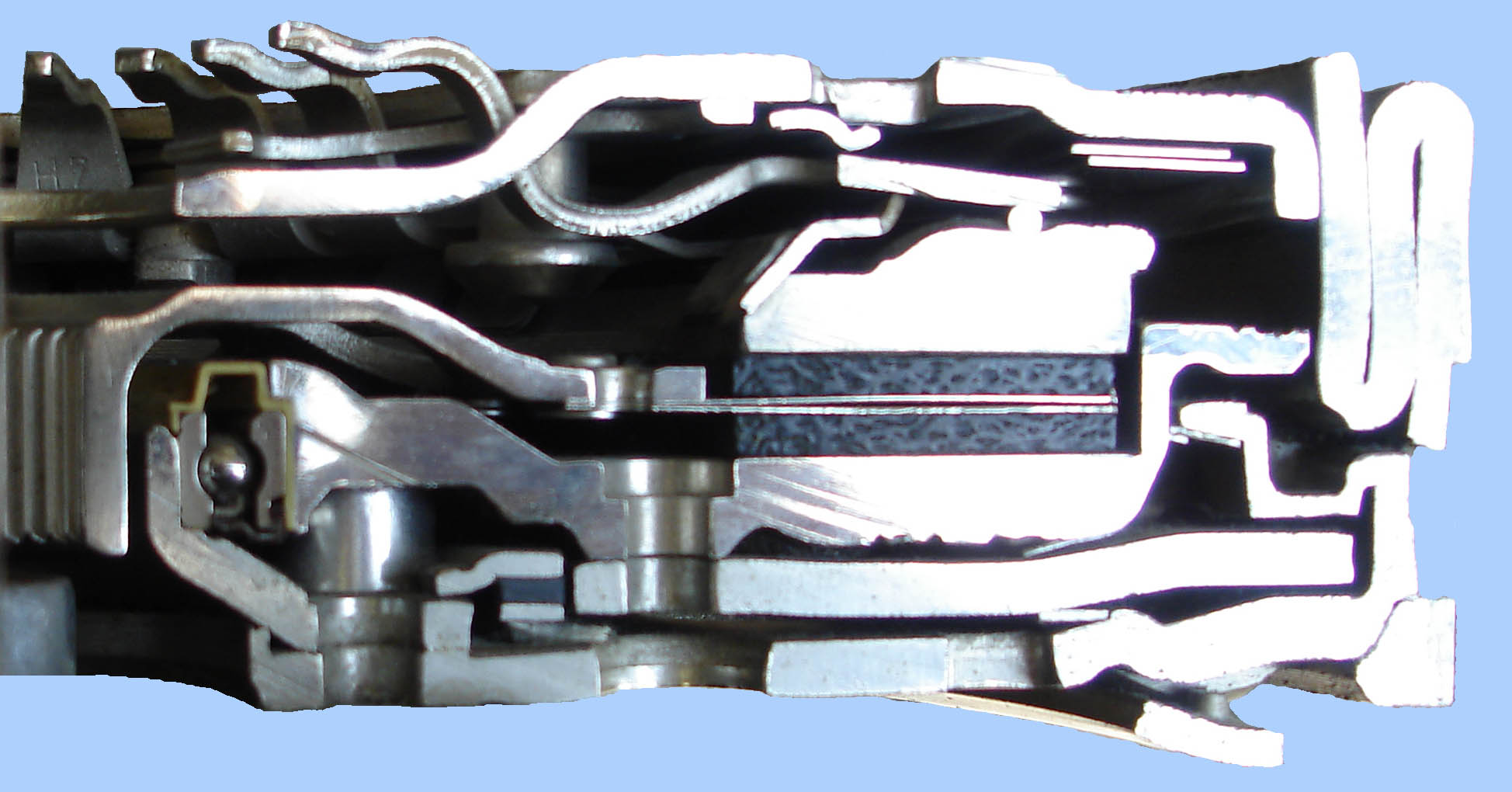
Jacques Vandier (1895), uitvinder van koppelingen, CEO van Valeo
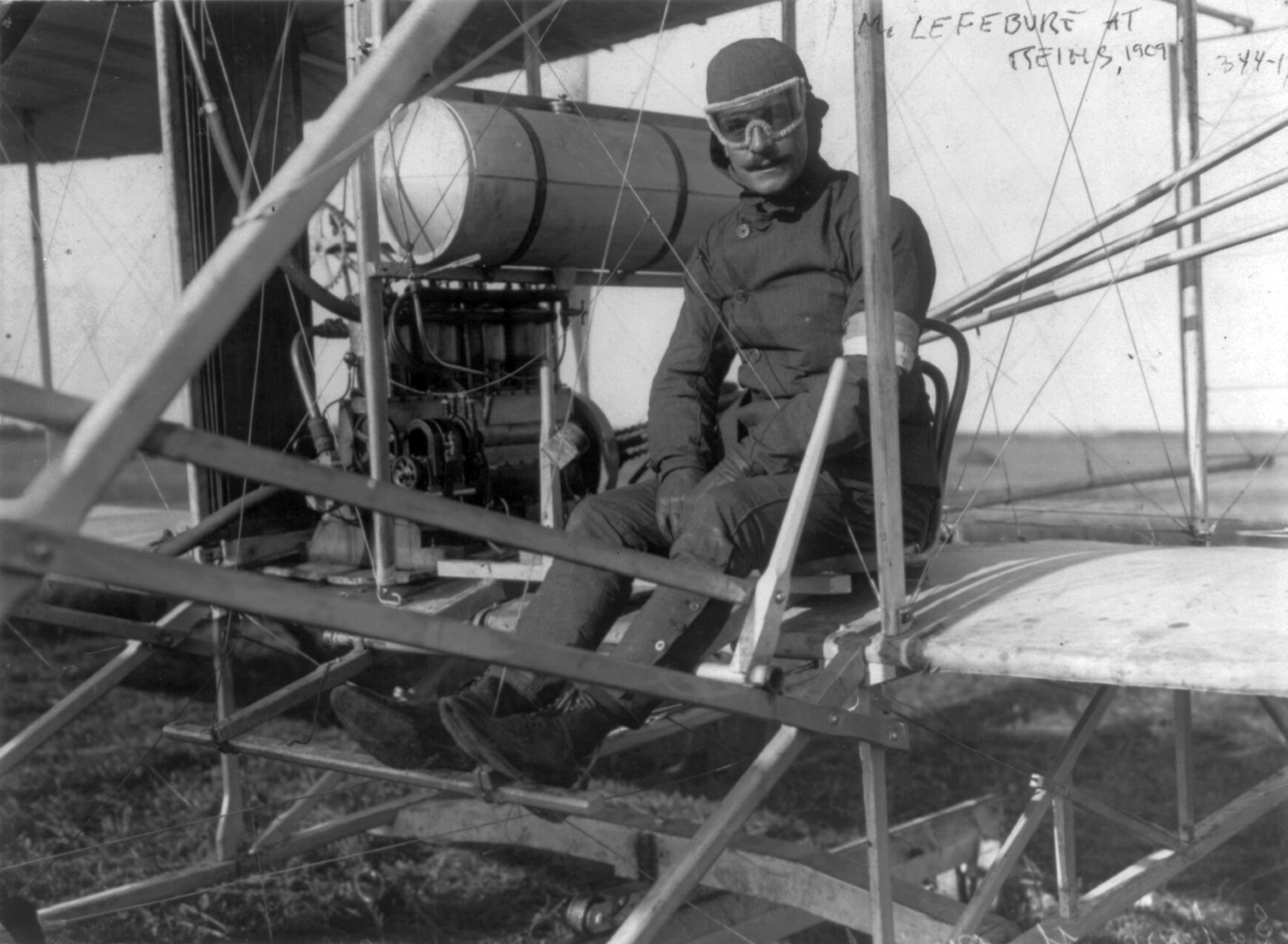
Eugène Lefebvre (1898), testpiloot en luchtvaartpionier
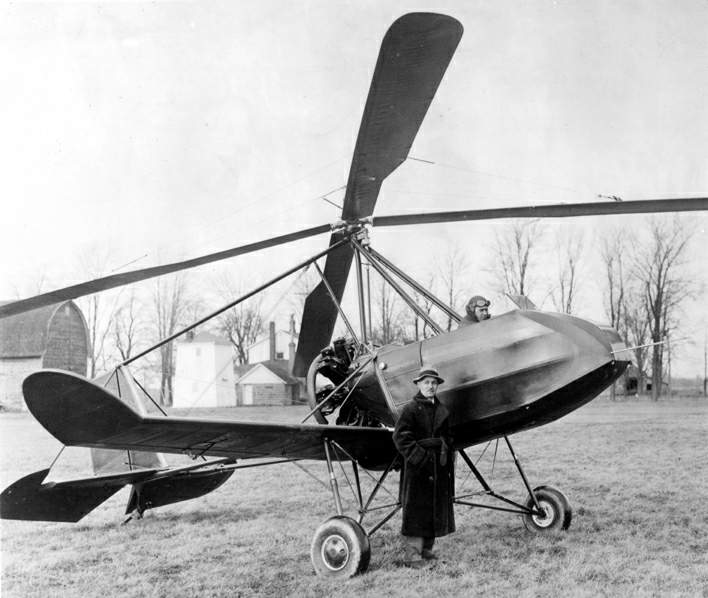
Étienne Dormoy (1906), ontwerper van vliegtuigen
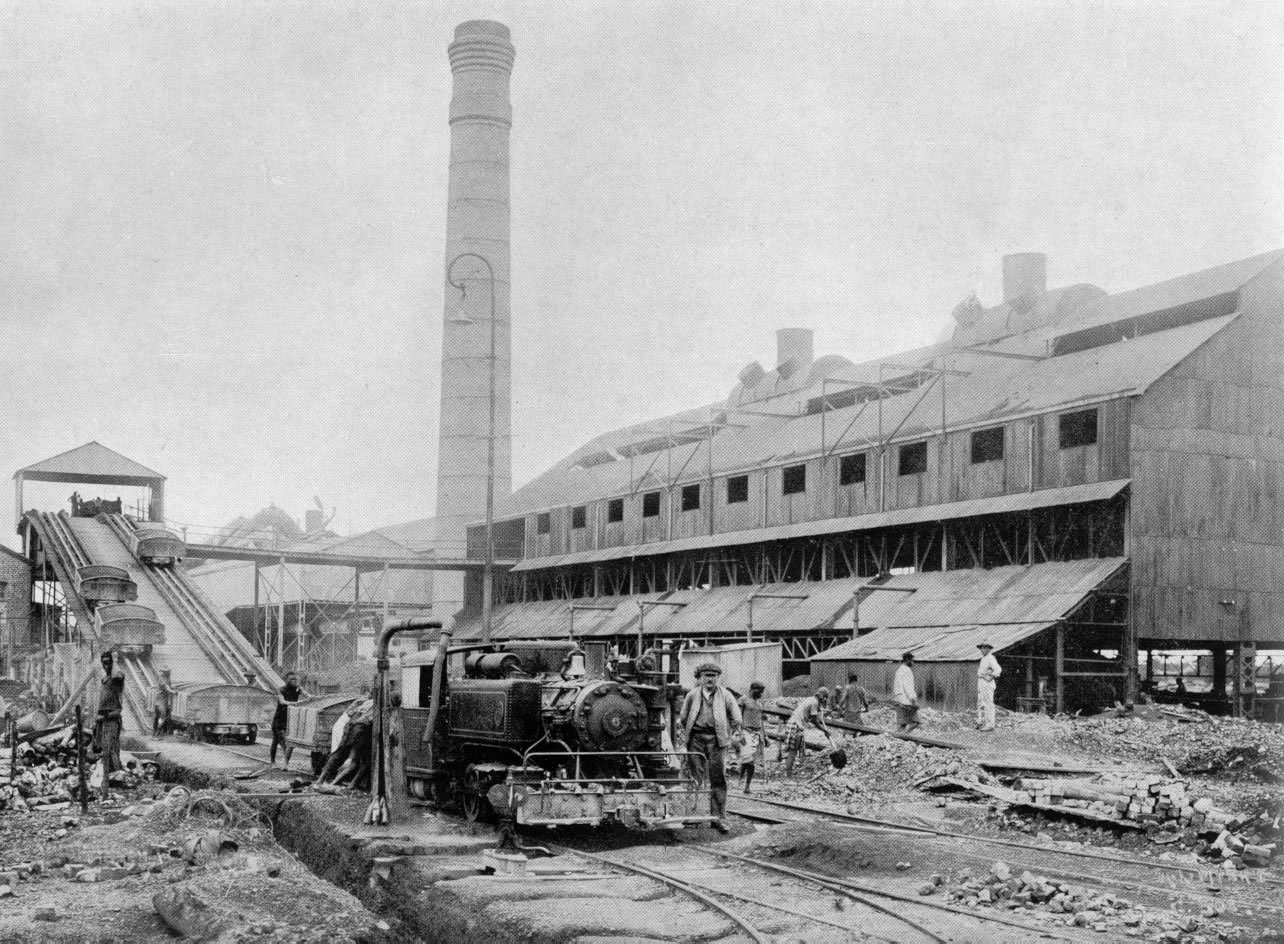
Union minière du Haut Katanga (Umicore), geleid door Emmanuel Roger (1908)
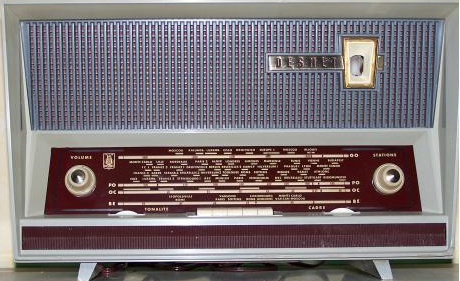
Maurice Desmet (1909) en Marcel Desmet (1911), radio en televisie fabrikanten
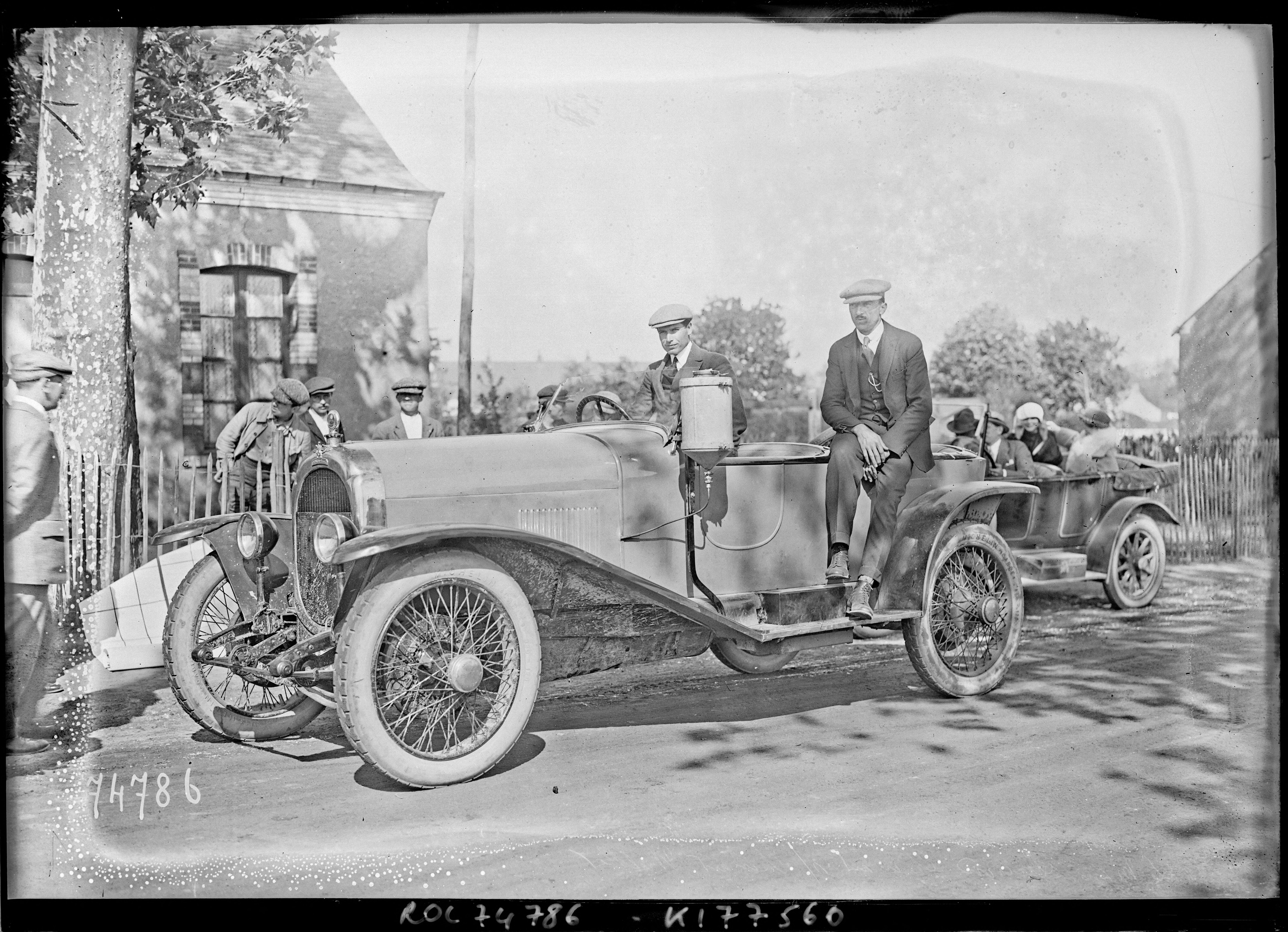
Lucien Chenard (1920), automaker (Chenard et Walcker)
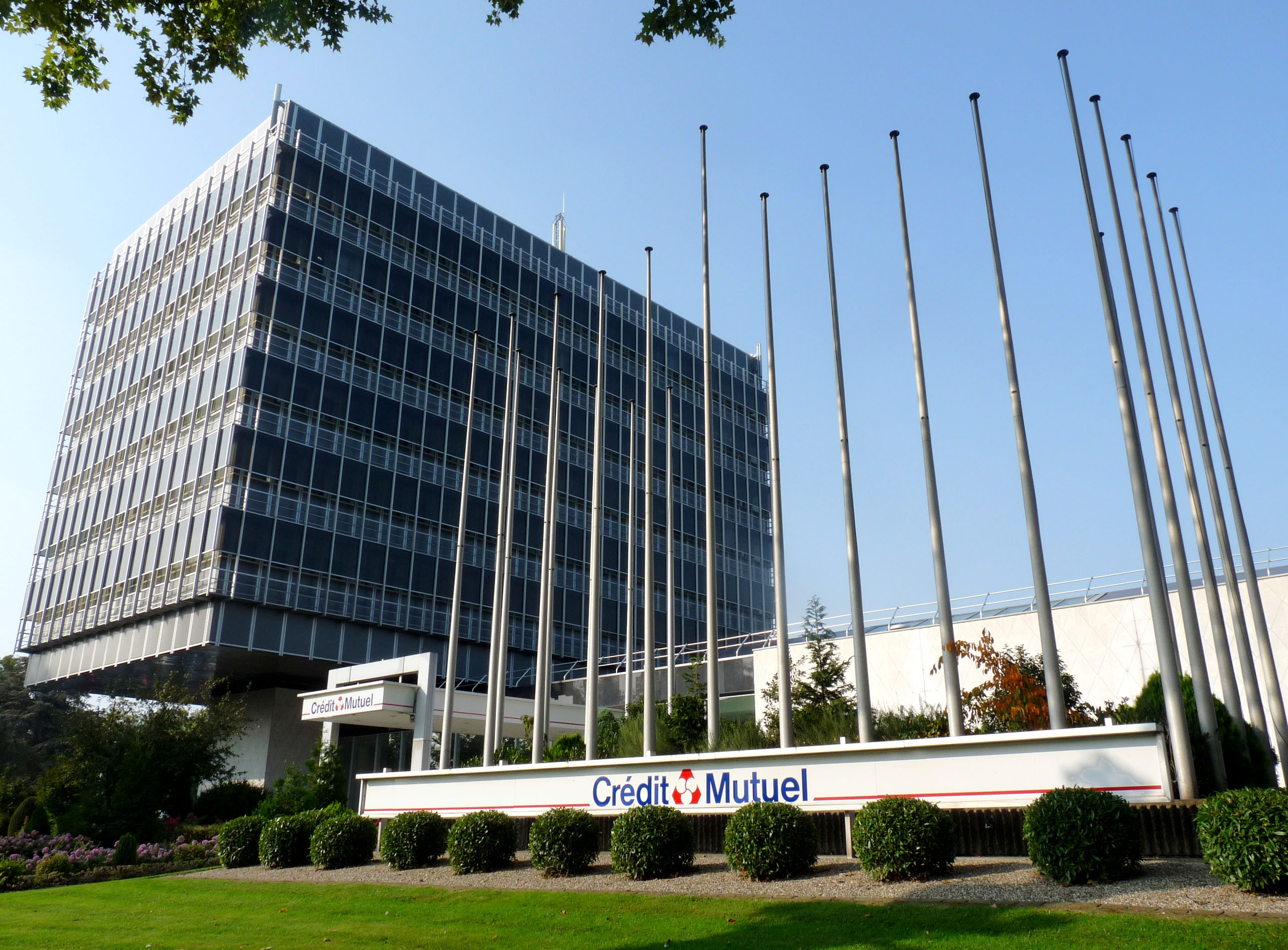
Michel Lucas (1965), informaticus, bankieren IT, CEO Crédit mutuel Bank
Robert Castaigne (1968), BestuursvoorzitterTotal (oliemaatschappij)
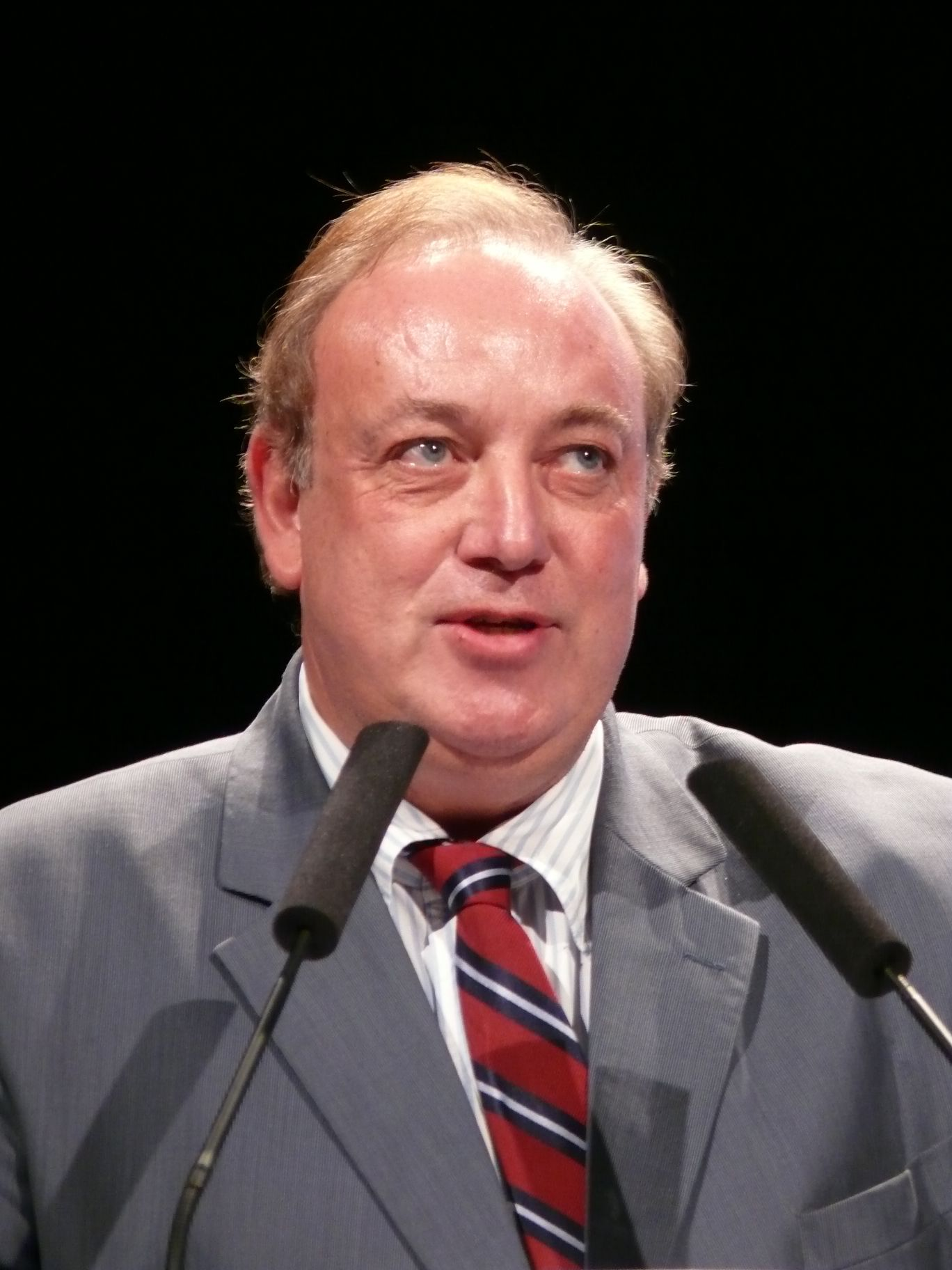
Marc-Philippe Daubresse (1976), politicus en minister
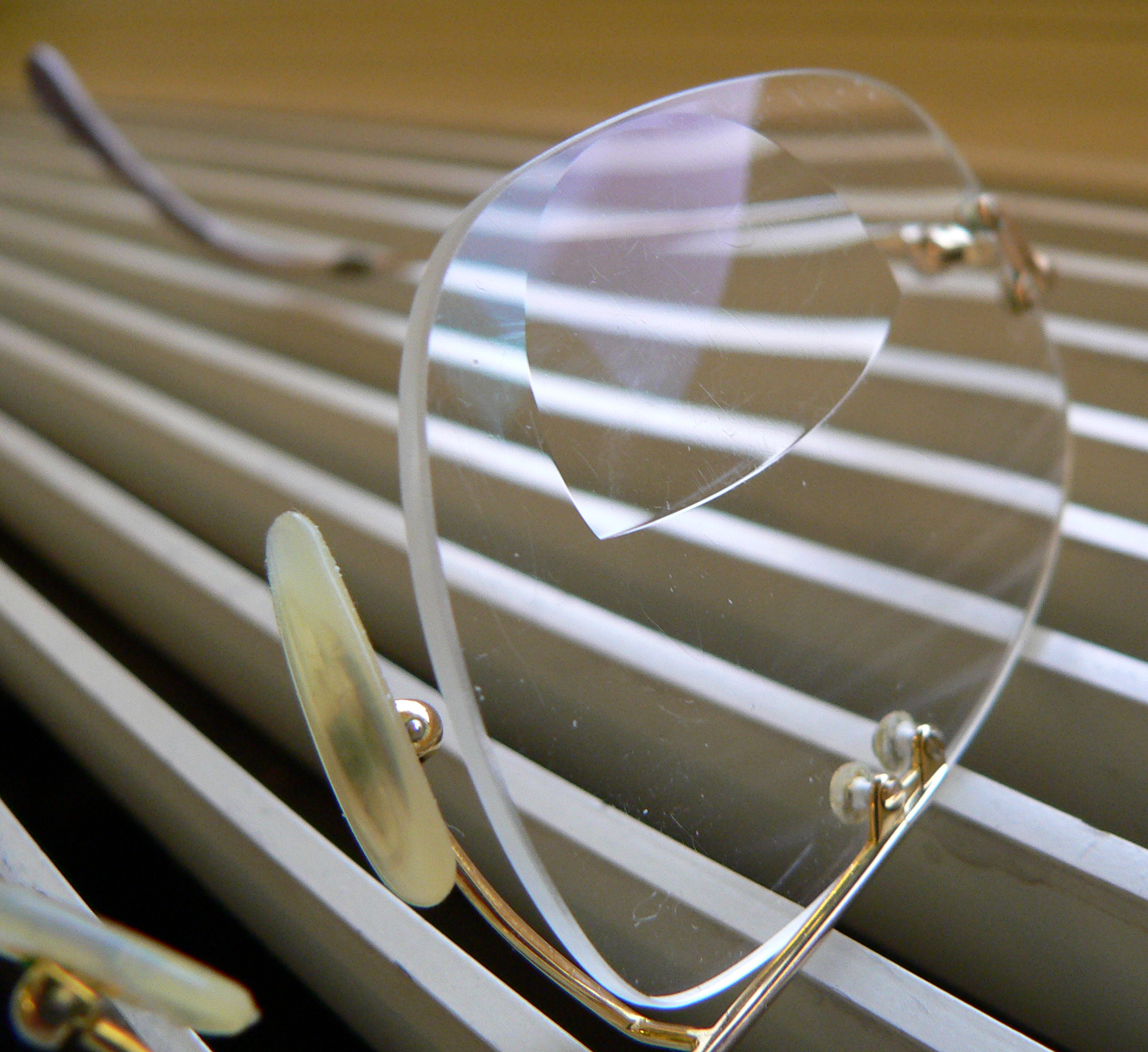
Hubert Sagnières (1980), CEO Essilor (oogheelkundige industrie)

Université Lille Nord de France · 
École Centrale de Lille · 
Europees Doctoraalcollege aan de Universiteit Lille Nord de France · 
Rijsel · 
Villeneuve-d'Ascq
 België: 
Faculté polytechnique de Mons · 
Université catholique de Louvain · 
Université libre de Bruxelles · 
Université de Liège · 
Vrije Universiteit Brussel · 
 Denemarken: 
Danmarks Tekniske Universitet · 
 Brazilië: 
Universiteit van São Paulo · Escola Politécnica da Universidade de São Paulo · 
 Duitsland: 
Rheinisch-Westfälische Technische Hochschule · 
Technische Universiteit Berlijn · 
Technische Universität Darmstadt · 
Technische Universität Dresden · 
Leibniz Universität Hannover · 
Technische Universität München · 
Friedrich-Alexander-Universität Erlangen-Nürnberg · 
Universiteit van Stuttgart · 
 Finland:
Teknillinen Korkeakoulu ·
 Frankrijk:
École Centrale de Lille · 
École centrale de Lyon ·
École centrale de Marseille ·
École centrale de Nantes ·
École centrale Paris ·
École nationale des ponts et chaussées ·
École nationale supérieure de techniques avancées · 
Institut supérieur de l'aéronautique et de l'espace · 
École Supérieure d'Électricité · 
 Griekenland:
Aristoteles-universiteit van Thessaloniki · 
Ethniko Metsovio Polytechnio Athina ·
 Hongarije:
Budapest University of Technology and Economics · 
 Italië:
Politecnico di Milano ·
Politecnico di Torino · 
Universiteit van Padua ·
Università degli Studi di Trento ·
 Noorwegen:
Technisch-natuurwetenschappelijke Universiteit van Noorwegen ·
 Oostenrijk:
Technische Universiteit Wenen ·
 Polen:
Wroclaw University of Technology ·
 Portugal ·
Instituto Superior Técnico · 
 Rusland:
Technische Staatsuniversiteit van Moskou ·
Moscow State Technical University of Radio Engineering · 
Tomsk Polytechnic University ·
 Spanje:
Universidad Politécnica de Madrid · 
Universitat Politècnica de València · 
Universidad Pontificia Comillas · 
Universidad de Sevilla · 
Universitat Politècnica de Catalunya · 
 Tsjechië:
Tsjechische Technische Universiteit · 
 Turkije:
Technische Universiteit Istanboel · 
 Verenigd Koninkrijk:
Queen's Universiteit van Belfast · 
 Zweden:
Technische Universiteit Chalmers · 
Kungl. Tekniska Högskolan ·
Lunds Tekniska Högskola · 
 Zwitserland:
Eidgenössische Technische Hochschule Zürich · 
Technische Universiteit van Lausanne